# Olympische Jugend-Sommerspiele 2018/Teilnehmer (Neuseeland)
| Gelbes Symbol für Goldmedaillen mit stilisierten Olympischen Ringen | Graues Symbol für Silbermedaillen mit stilisierten Olympischen Ringen | Braundes Symbol für Bronzemedaillen mit stilisierten Olympischen Ringen |
| ------------------------------------------------------------------- | --------------------------------------------------------------------- | ----------------------------------------------------------------------- |
| 3                                                                   | 1                                                                     | 1                                                                       |

Die Jugend-Olympiamannschaft aus Neuseeland für die III. Olympischen Jugend-Sommerspiele vom 6. bis 18. Oktober 2018 in Buenos Aires (Argentinien) bestand aus 61 Athleten.

## Athleten nach Sportarten

### Badminton
Jungen
- Oscar Guo
Einzel: 17. Platz
Mixed: Silber  (im Team Omega)

### Basketball
Jungen
- 3x3: 11. Platz
- Thomas Whyte
- Max de Geest
- James Moors
- Joe Ahie

### Beachvolleyball
| Mädchen - Tamara Otene - Maya Dickson 17. Platz | Jungen - Keegan Joe - David Jeffrey 25. Platz |

### Bogenschießen
Mädchen
- Rebecca Jones
Einzel: 7. Platz
Mixed: 4. Platz (mit Tang Chih-Chun  Chinesisch Taipeh)

### Boxen
| Mädchen - Te Mania Shelford-Edmonds Federgewicht: 4. Platz | Jungen - Kasib Murdoch-Mckeich Leichtgewicht: 5. Platz |

### Gewichtheben
Mädchen
- Kanah Andrews-Nahu
Superschwergewicht: Bronze

### Golf
| Mädchen - Juliana Hung Einzel: 20. Platz Mixed: 26. Platz | Jungen - Jimmy Zheng Einzel: 24. Platz Mixed: 26. Platz |

### Judo
Jungen
- Rihari Iki
Klasse bis 81 kg: 7. Platz
Mixed: 5. Platz (im Team Nanjing)

### Kanu
| Mädchen - Kahlia Cullwick Kanu-Einer Sprint: 9. Platz Kanu-Einer Slalom: 5. Platz | Jungen - George Snook Kajak-Einer Slalom: 4. Platz Kajak-Einer Sprint: 12. Platz - Finn Anderson Knau-Einer Slalom: Silber Kanu-Einer Sprint: 16. Platz |

### Karate
Jungen
- Raukawa Jefferies
Kumite über 68 kg: 7. Platz

### Leichtathletik
| Mädchen - Hannah O’Connor 3000 m: 8. Platz - Kayla Goodwin Dreisprung: 9. Platz | Jungen - Dominic Overend 200 m: 11. Platz - Murdoch McIntyre 2000 m Hindernis: 9. Platz - Connor Bell Diskuswurf: Gold |

### Radsport
| Mädchen - Samara Maxwell - Phoebe Young Kombination: 8. Platz - Jessie Smith BMX Mixed: 5. Platz | Jungen - Cailen Calkin - Max Taylor Kombination: 17. Platz - Cailen Calkin BMX Mixed: 5. Platz |

### Reiten
- Briar Burnett-Grant
Springen Einzel: 6. Platz
Springen Mannschaft: 4. Platz (im Team Australasien)

### Ringen
| Mädchen - Ella Mae Derry Freistil bis 43 kg: 10. Platz | Jungen - Arapo Kellner Griechisch-römisch bis 60 kg: 6. Platz - Westerly Ainsley Freistil bis 65 kg: 6. Platz - Ryan Marshall Freistil bis 80 kg: 5. Platz |

### Rugby
Mädchen
- Gold
- Kalyn Takitimu-Cook
- Arorangi Tauranga
- Tynealle Fitzgerald
- Hinemoa Watene
- Azalleyah Maaka
- Carys Dallinger
- Risi Pouri-Lane
- Mahina Paul
- Tiana Davison
- Kiani Tahere
- Iritana Hohaia
- Montessa Tairakena

### Schwimmen
- 4 × 100 m Freistil Mixed: 9. Platz

| Mädchen - Erika Fairweather 100 m Freistil: 20. Platz 200 m Freistil: 9. Platz 400 m Freistil: 9. Platz 800 m Freistil: 14. Platz - Gina Galloway 50 m Rücken: 26. Platz 100 m Rücken: 10. Platz 200 m Rücken: 19. Platz 100 m Schmetterling: 22. Platz | Jungen - Michael Pickett 50 m Freistil: 10. Platz 100 m Freistil: 11. Platz - Zac Reid 200 m Freistil: 21. Platz 400 m Freistil: 9. Platz 800 m Freistil: 8. Platz |

### Segeln
| Mädchen - Veerle Ten Have Windsurfen: 13. Platz - Pia Gordon Kiteboarding: 12. Platz | Jungen - Max van der Zalm Windsurfen: 14. Platz |

### Sportklettern
Mädchen
- Sarah Tetzlaff
Kombination: 21. Platz

### Tennis
Mädchen
- Valentina Ivanov
Einzel: 1. Runde
Doppel: 1. Runde (mit Thasaporn Naklo  Thailand)
Mixed: 1. Runde (mit Rinky Hijikata  Australien)

### Tischtennis
| Mädchen - Hui Vong Einzel: 17. Platz Mixed: 17. Platz | Jungen - Nathan Xu Einzel: 25. Platz Mixed: 17. Platz |

### Triathlon
| Mädchen - Brea Roderick Einzel: 9. Platz Mixed: Silber | Jungen - Dylan McCullough Einzel: Gold Mixed: Silber |

### Turnen

#### Gymnastik
Jungen
- Sam Dick
Einzelmehrkampf: 14. Platz
Boden: 18. Platz
Pferd: 4. Platz
Barren: 30. Platz
Reck: 24. Platz
Ringe: 14. Platz
Seitpferd: 24. Platz
Mixed: 11. Platz (im Team Hellblau)